# Don Álvaro
Don Álvaro – gmina w Hiszpanii, w prowincji Badajoz, w Estramadurze, o powierzchni 32,07 km². W 2011 roku gmina liczyła 758 mieszkańców.